# Tikanlı
Tikanlı är en ort i Azerbajdzjan.   Den ligger i distriktet Qəbələ, i den centrala delen av landet, 190 km väster om huvudstaden Baku. Tikanlı ligger 810 meter över havet och antalet invånare är 1 850.
Terrängen runt Tikanlı är kuperad åt sydväst, men åt nordost är den bergig. Närmaste större samhälle är Qutqashen, 8,9 km sydost om Tikanlı. 
Trakten runt Tikanlı består till största delen av jordbruksmark. Runt Tikanlı är det ganska tätbefolkat, med 58 invånare per kvadratkilometer.